# Tennis Channel Open 2005 - Qualificazioni singolare
Le qualificazioni del singolare  del Tennis Channel Open 2005 sono state un torneo di tennis preliminare per accedere alla fase finale della manifestazione. I vincitori dell'ultimo turno sono entrati di diritto nel tabellone principale. In caso di ritiro di uno o più giocatori aventi diritto a questi sono subentrati i lucky loser, ossia i giocatori che hanno perso nell'ultimo turno ma che avevano una classifica più alta rispetto agli altri partecipanti che avevano comunque perso nel turno finale.
Le qualificazioni del torneo Tennis Channel Open 2005 prevedevano 32 partecipanti di cui 4 sono entrati nel tabellone principale.

## Teste di serie
1. Paul Goldstein (ultimo turno)
2. Frank Dancevic (Qualificato)
3. Brian Baker (primo turno)
4. Bobby Reynolds (Qualificato)

1. Kristian Pless (secondo turno)
2. Robert Kendrick (primo turno)
3. Cecil Mamiit (primo turno)
4. Nicolás Todero (ultimo turno)

## Qualificati
1. Horia Tecău
2. Frank Dancevic

1. Michael Kohlmann
2. Bobby Reynolds

## Tabellone

### Legenda
| - Q = Qualificato - WC = Wild card - LL = Lucky loser | - ALT = Alternate - SE = Special Exempt - PR = Protected Ranking | - w/o = Walkover - r = Ritirato - d = Squalificato |

### Sezione 1
|  | Primo turno       | Primo turno        | Primo turno       | Primo turno | Primo turno |  |  | Secondo turno     | Secondo turno     | Secondo turno  | Secondo turno | Secondo turno |   |   | Ultimo turno | Ultimo turno   | Ultimo turno | Ultimo turno | Ultimo turno |  |
|  |                   |                    |                   |             |             |  |  |                   |                   |                |               |               |   |   |              |                |              |              |              |  |
|  | 1                 | Paul Goldstein     | 3                 | 6           | 6           |  |  |                   |                   |                |               |               |   |   |              |                |              |              |              |  |
|  |                   | Tejmuraz Gabašvili | 6                 | 3           | 1           |  |  | 1                 | Paul Goldstein    | Paul Goldstein | 6             | 6             |   |   |              |                |              |              |              |  |
|  | Eric Taino        | Eric Taino         | Eric Taino        | 6           | 6           |  |  |                   | Eric Taino        | Eric Taino     | 3             | 3             |   |   |              |                |              |              |              |  |
|  | Wayne Odesnik     | Wayne Odesnik      | Wayne Odesnik     | 3           | 2           |  |  |                   |                   |                |               |               |   |   | 1            | Paul Goldstein | 68           | 6            | 3            |  |
|  | Jean-Julien Rojer | Jean-Julien Rojer  | Jean-Julien Rojer | 6           | 6           |  |  |                   |                   |                | Horia Tecău   | 7             | 4 | 6 |              |                |              |              |              |  |
|  | Thomas Blake      | Thomas Blake       | Thomas Blake      | 4           | 3           |  |  | Jean-Julien Rojer | Jean-Julien Rojer | 7              | 5             | 4             |   |   |              |                |              |              |              |  |
|  |                   | Horia Tecău        | 6                 | 6           | 3           |  |  | Horia Tecău       | Horia Tecău       | 64             | 7             | 6             |   |   |              |                |              |              |              |  |
|  | 7                 | Cecil Mamiit       | 7                 | 1           | 0r          |  |  |                   |                   |                |               |               |   |   |              |                |              |              |              |  |

### Sezione 2
|  | Primo turno     | Primo turno       | Primo turno       | Primo turno | Primo turno |  |  | Secondo turno | Secondo turno  | Secondo turno | Secondo turno | Secondo turno |   |   | Ultimo turno | Ultimo turno   | Ultimo turno   | Ultimo turno | Ultimo turno |  |
|  |                 |                   |                   |             |             |  |  |               |                |               |               |               |   |   |              |                |                |              |              |  |
|  | 2               | Frank Dancevic    | Frank Dancevic    | 7           | 7           |  |  |               |                |               |               |               |   |   |              |                |                |              |              |  |
|  |                 | Aleksandar Vlaski | Aleksandar Vlaski | 5           | 65          |  |  | 2             | Frank Dancevic | 6             | 1             | 6             |   |   |              |                |                |              |              |  |
|  | Marc Kimmich    | Marc Kimmich      | Marc Kimmich      | 6           | 6           |  |  |               | Marc Kimmich   | 3             | 6             | 3             |   |   |              |                |                |              |              |  |
|  | Justin Kronauge | Justin Kronauge   | Justin Kronauge   | 2           | 0           |  |  |               |                |               |               |               |   |   | 2            | Frank Dancevic | Frank Dancevic | 6            | 6            |  |
|  | Rajeev Ram      | Rajeev Ram        | 3                 | 6           | 6           |  |  |               |                |               | Rajeev Ram    | Rajeev Ram    | 4 | 2 |              |                |                |              |              |  |
|  | Zbynek Mlynarik | Zbynek Mlynarik   | 6                 | 1           | 4           |  |  | Rajeev Ram    | Rajeev Ram     | 6             | 5             | 6             |   |   |              |                |                |              |              |  |
|  |                 | José de Armas     | José de Armas     | 6           | 7           |  |  | José de Armas | José de Armas  | 2             | 7             | 4             |   |   |              |                |                |              |              |  |
|  | 6               | Robert Kendrick   | Robert Kendrick   | 3           | 68          |  |  |               |                |               |               |               |   |   |              |                |                |              |              |  |

### Sezione 3
|  | Primo turno        | Primo turno        | Primo turno      | Primo turno | Primo turno |  |  | Secondo turno    | Secondo turno    | Secondo turno    | Secondo turno    | Secondo turno |   |   | Ultimo turno     | Ultimo turno     | Ultimo turno | Ultimo turno | Ultimo turno |  |
|  |                    |                    |                  |             |             |  |  |                  |                  |                  |                  |               |   |   |                  |                  |              |              |              |  |
|  |                    | Michael Kohlmann   | Michael Kohlmann | 6           | 6           |  |  |                  |                  |                  |                  |               |   |   |                  |                  |              |              |              |  |
|  | 3                  | Brian Baker        | Brian Baker      | 0           | 3           |  |  | Michael Kohlmann | Michael Kohlmann | Michael Kohlmann | 7                | 6             |   |   |                  |                  |              |              |              |  |
|  | Lazar Magdincev    | Lazar Magdincev    | Lazar Magdincev  | 6           | 6           |  |  | Lazar Magdincev  | Lazar Magdincev  | Lazar Magdincev  | 68               | 2             |   |   |                  |                  |              |              |              |  |
|  | Blake Muller       | Blake Muller       | Blake Muller     | 4           | 2           |  |  |                  |                  |                  |                  |               |   |   | Michael Kohlmann | Michael Kohlmann | 7            | 4            | 6            |  |
|  | Prakash Amritraj   | Prakash Amritraj   | 6                | 3           | 6           |  |  |                  |                  | Prakash Amritraj | Prakash Amritraj | 64            | 6 | 2 |                  |                  |              |              |              |  |
|  | Travis Rettenmaier | Travis Rettenmaier | 3                | 6           | 4           |  |  |                  | Prakash Amritraj | Prakash Amritraj | 7                | 6             |   |   |                  |                  |              |              |              |  |
|  | 5                  | Kristian Pless     | Kristian Pless   | 6           | 6           |  |  | 5                | Kristian Pless   | Kristian Pless   | 5                | 3             |   |   |                  |                  |              |              |              |  |
|  |                    | Lesley Joseph      | Lesley Joseph    | 4           | 3           |  |  |                  |                  |                  |                  |               |   |   |                  |                  |              |              |              |  |

### Sezione 4
|  | Primo turno   | Primo turno      | Primo turno      | Primo turno | Primo turno |  |  | Secondo turno | Secondo turno  | Secondo turno | Secondo turno  | Secondo turno |   |   | Ultimo turno | Ultimo turno   | Ultimo turno | Ultimo turno | Ultimo turno |  |
|  |               |                  |                  |             |             |  |  |               |                |               |                |               |   |   |              |                |              |              |              |  |
|  | 4             | Bobby Reynolds   | Bobby Reynolds   | 7           | 6           |  |  |               |                |               |                |               |   |   |              |                |              |              |              |  |
|  |               | Scoville Jenkins | Scoville Jenkins | 5           | 1           |  |  | 4             | Bobby Reynolds | 6             | 7              | 7             |   |   |              |                |              |              |              |  |
|  | Todd Widom    | Todd Widom       | Todd Widom       | 6           | 6           |  |  |               | Todd Widom     | 7             | 5              | 6             |   |   |              |                |              |              |              |  |
|  | Robert Yim    | Robert Yim       | Robert Yim       | 1           | 4           |  |  |               |                |               |                |               |   |   | 4            | Bobby Reynolds | 3            | 6            | 6            |  |
|  | Nathan Healey | Nathan Healey    | Nathan Healey    | 6           | 7           |  |  |               |                | 8             | Nicolás Todero | 6             | 4 | 2 |              |                |              |              |              |  |
|  | Iván Miranda  | Iván Miranda     | Iván Miranda     | 4           | 5           |  |  |               | Nathan Healey  | 3             | 6              | 3             |   |   |              |                |              |              |              |  |
|  | 8             | Nicolás Todero   | 68               | 7           | 6           |  |  | 8             | Nicolás Todero | 6             | 3              | 6             |   |   |              |                |              |              |              |  |
|  |               | Dušan Vemić      | 7                | 5           | 4           |  |  |               |                |               |                |               |   |   |              |                |              |              |              |  |